# Sommer-Paralympics 2016/7er-Fußball
Bei den Sommer-Paralympics 2016 in Rio de Janeiro wurden in einem Wettbewerb im 7er-Fußball Medaillen vergeben. Die Entscheidungen fielen am 16. September 2016 im Estádio do Deodoro, auf dem die Bewerbe für 7er-Rugby, Reit-/Lauf- und Schießwettbewerbe des Modernen Fünfkampfes der Olympischen Sommerspiele 2016 stattfanden.

## Qualifikation
| Turnier                                                                                      | Datum                 | Austragungsort         | Anzahl | Teilnehmer                                                    |
| -------------------------------------------------------------------------------------------- | --------------------- | ---------------------- | ------ | ------------------------------------------------------------- |
| Gastgeber                                                                                    | Gastgeber             | Gastgeber              | 1      | Brasilien                                                     |
| 7er-Fußball-Europameisterschaft 2014                                                         | 15. – 28. August 2014 | Maia, Portugal         | 1      | Ukraine                                                       |
| Para-Asienspiele 2014                                                                        | 19.–23. Oktober 2014  | Incheon, Südkorea      | 1      | Iran                                                          |
| Parapan-Amerikaspiele 2015                                                                   | 8.–15. August 2015    | Toronto, Kanada        | 1      | Argentinien                                                   |
| IFCPF CP-Fußball-Weltmeisterschaft 2015 (Top 4, die bis dato noch nicht qualifiziert waren.) | 16.–28. Juni 2015     | Burton, Großbritannien | 4      | Russland Niederlande Großbritannien Irland Vereinigte Staaten |

## Regelwerk und Modus

### Regelwerk
7er-Fußball wird mit modifizierten FIFA-Regeln gespielt. Die Unterschiede bestehen darin, dass man mit sieben Spielern auf dem Feld steht, es gibt kein Abseits, das Spielfeld ist kleiner und man darf mit einer Hand einwerfen. Das Spiel dauert zweimal 30 Minuten mit einer 15-minütigen Pause.

### Spielmodus
Die Mannschaften starteten zunächst mit einer Gruppenphase mit zwei Gruppen, in der jeder gegen jeden spielte. Anschließend kamen die Gewinner und die Zweiten jeder Gruppe weiter und spielten im K.-o.-System gegeneinander.
Die übrigen Mannschaften spielten um die Plätze 5 bis 8.

### Klassifizierung
In jedem Spiel treten zwei Mannschaften mit je 6 Feldspielern, einem Torwart und drei Auswechselspieler an. Alle Spieler gehören zu den Behindertenklassen C5 bis C8, die durch Gehschwierigkeiten und Lähmungen charakterisiert sind. Wenn nicht mindestens ein Spieler der Klasse C5 oder C6 auf dem Feld steht, muss die Mannschaft mit 6 Spielern spielen. Außerdem dürfen nicht mehr als drei C8-Spieler pro Mannschaft sich gleichzeitig auf dem Feld befinden. Ein Spiel besteht aus zwei Halbzeiten zu je 30 Minuten. Kommt es nach 60 Minuten zu einem Gleichstand, obwohl ein Sieger zwingend ermittelt werden muss, folgen zwei Verlängerungen zu je 10 Minuten. Steht es nach der Verlängerung immer noch unentschieden, folgt ein Strafstoßschießen.

## Vorrunde

### Gruppe A
| Pl. | Land           | Sp. | S | U | N | Tore    | Diff. | Punkte |
| --- | -------------- | --- | - | - | - | ------- | ----- | ------ |
| 1. | Ukraine        | 3   | 3 | 0 | 0 | 010:200 | +8    | 09     |
| 2. | Brasilien      | 3   | 2 | 0 | 1 | 010:400 | +6    | 06     |
| 3. | Großbritannien | 3   | 1 | 0 | 2 | 007:500 | +2    | 03     |
| 4. | Irland         | 3   | 0 | 0 | 3 | 002:180 | −16   | 0      |
| Stand: 12. September 2016 Abkürzungen: Pl. = Platz, Sp = Spiele, S = Siege, U = Unentschieden, N = Niederlagen Erläuterungen: Spiele um den 1. bis 4. Platz, Spiel um den 5. Platz, Spiel um den 7. Platz |                |     |   |   |   |         |       |        |

| |   |                |                   |
| Do., 8. September 2016 um 10:00 Uhr (15:00 Uhr MESZ) |   |                |                   |
| Brasilien | – | Großbritannien | 2:1 (2:0) Bericht |
| Tore: 1:0 Goncalves do Amaral (10.), 2:0 Ferreira de Almeida (22.), 2:1 Pocher (33.) |   |                |                   |
| Do., 8. September 2016 um 14:00 Uhr (19:00 Uhr MESZ) |   |                |                   |
| Ukraine | – | Irland         | 6:0 (4:0) Bericht |
| Tore: 1:0 Romanchuk (12.), 2:0 Antoniuk (16.), 3:0 Antoniuk (17.), 4:0 Krasylnykov (26.), 5:0 Molodtsov (36.), 6:0 Krasylnykov (37.) |   |                |                   |
| Sa., 10. September 2016 um 10:00 Uhr (15:00 Uhr MESZ) |   |                |                   |
| Großbritannien | – | Ukraine        | 1:2 (0:1) Bericht |
| Tore: 0:1 Antoniuk (25.), 1:1 Barker (35.), 1:2 Krasylnykov (47.) |   |                |                   |
| Sa., 10. September 2016 um 19:00 Uhr (00:00 Uhr MESZ) |   |                |                   |
| Irland | – | Brasilien      | 1:7 (0:3) Bericht |
| Tore: 0:1 Silva de Oliveira (5.), 0:2 Goncalves do Amaral (17.), 0:3 Delgado da Silva (20.), 0:4 Nascimento de Oliveira (34.), 0:5 Nascimento de Oliveira (41.), 0:6 Silva de Oliveira (49.), 1:6 Sheridan (50.), 1:7 Goncalves do Amaral (53.) |   |                |                   |
| Mo., 12. September 2016 um 16:15 Uhr (21:15 Uhr MESZ) |   |                |                   |
| Irland | – | Großbritannien | 1:5 (0:4) Bericht |
| Tore: 0:1 Rutter (1.), 0:2 Barker (8.), 0:3 Evans (30'+2, Eigentor), 0:4 Blackwell (30'+2), 1:4 Tuite (59.), 1:5 Highdale (59.) |   |                |                   |
| Mo., 12. September 2016 um 19:00 Uhr (00:00 Uhr MESZ) |   |                |                   |
| Ukraine | – | Brasilien      | 2:1 (2:0) Bericht |
| Tore: 1:0 Krasylnykov (1.), 2:0 Kahramanian (24.), 2:1 Martins de Souza (59.) |   |                |                   |

### Gruppe B
| Pl. | Land               | Sp. | S | U | N | Tore    | Diff. | Punkte |
| --- | ------------------ | --- | - | - | - | ------- | ----- | ------ |
| 1. | Iran               | 3   | 3 | 0 | 0 | 007:100 | +6    | 09     |
| 2. | Niederlande        | 3   | 1 | 1 | 1 | 004:400 | ±0    | 04     |
| 3. | Argentinien        | 3   | 1 | 0 | 2 | 004:700 | −3    | 03     |
| 4. | Vereinigte Staaten | 3   | 0 | 1 | 2 | 004:700 | −3    | 01     |
| Stand: 12. September 2016 Abkürzungen: Pl. = Platz, Sp = Spiele, S = Siege, U = Unentschieden, N = Niederlagen Erläuterungen: Spiele um den 1. bis 4. Platz, Spiel um den 5. Platz, Spiel um den 7. Platz |                    |     |   |   |   |         |       |        |

| |   |                    |                   |
| Do., 8. September 2016 um 16:15 Uhr (20:15 Uhr MESZ)                                                 |   |                    |                   |
| Iran                                                                                                 | – | Argentinien        | 3:1 (1:0) Bericht |
| Tore: 1:0 Kharat (23.), 2:0 Bakhshi (43.), 3:0 Hassani Baghi (51.), 3:1 Morana (59.)                 |   |                    |                   |
| Do., 8. September 2016 um 19:00 Uhr (00:00 Uhr MESZ)                                                 |   |                    |                   |
| Niederlande                                                                                          | – | Vereinigte Staaten | 2:2 (0:1) Bericht |
| Tore: 0:1 Ballou (3.), 1:1 Saedt (44.), 2:1 Kleinlugtebeld (57.), 2:2 Ballou (60.)                   |   |                    |                   |
| Sa., 10. September 2016 um 14:00 Uhr (19:00 Uhr MESZ)                                                |   |                    |                   |
| Argentinien                                                                                          | – | Niederlande        | 0:2 (0:0) Bericht |
| Tore: 0:1 Kleinlugtebeld (49.), 0:2 Visker (60'+1)                                                   |   |                    |                   |
| Sa., 10. September 2016 um 16:15 Uhr (21:15 Uhr MESZ)                                                |   |                    |                   |
| Vereinigte Staaten                                                                                   | – | Iran               | 0:2 (0:1) Bericht |
| Tore: 0:1 Bakhshi (4.), 0:2 Tiz Bor (60'+2)                                                          |   |                    |                   |
| Mo., 12. September 2016 um 10:00 Uhr (15:00 Uhr MESZ)                                                |   |                    |                   |
| Iran                                                                                                 | – | Niederlande        | 2:0 (2:0) Bericht |
| Tore: 1:0 Rastegarimobin (9.), 2:0 Mehri (18.)                                                       |   |                    |                   |
| Mo., 12. September 2016 um 14:00 Uhr (19:00 Uhr MESZ)                                                |   |                    |                   |
| Argentinien                                                                                          | – | Vereinigte Staaten | 3:2 (1:1) Bericht |
| Tore: 0:1 Hensley (25.), 1:1 Fernandez (30.), 1:2 Jahn (53.), 2:2 Lugrin (60'+2), 3:2 Cortes (60'+5) |   |                    |                   |

## Finalrunde
| Halbfinale       | Halbfinale         | Halbfinale |  |         | Finale           | Finale      | Finale   |
|                  |                    |            |  |         |                  |             |          |
|                  | Ukraine            | 4          |  |         |                  |             |          |
|                  | Niederlande        | 0          |  |         | Endspiel         | Endspiel    | Endspiel |
|                  |                    |            |  | Ukraine | 2                |             |          |
|                  |                    |            |  |         | Iran             | 1           |          |
|                  | Iran               | 5          |  |         |                  |             |          |
|                  | Brasilien          | 0          |  |         |                  |             |          |
|                  |                    |            |  |         | Spiel um Platz 3 |             |          |
|                  |                    |            |  |         |                  | Niederlande | 1        |
|                  | Brasilien          | 3          |  |         |                  |             |          |
|                  |                    |            |  |         |                  |             |          |
| Spiel um Platz 5 |                    |            |  |         |                  |             |          |
|                  | Großbritannien     | 2          |  |         |                  |             |          |
|                  | Argentinien        | 0          |  |         |                  |             |          |
|                  |                    |            |  |         |                  |             |          |
| Spiel um Platz 7 |                    |            |  |         |                  |             |          |
|                  | Irland             | 1          |  |         |                  |             |          |
|                  | Vereinigte Staaten | 2          |  |         |                  |             |          |
|                  |                    |            |  |         |                  |             |          |

### Spiel um den 7. Platz
|                                                            |   |                    |                   |
| Mi., 14. September 2016 um 14:00 Uhr (19:00 Uhr MESZ)      |   |                    |                   |
| Irland                                                     | – | Vereinigte Staaten | 1:2 (0:1) Bericht |
| Tore: 0:1 Jahn (13.), 1:1 Sheridan (31.), 1:2 Bremer (56.) |   |                    |                   |

### Spiel um den 5. Platz
|                                                       |   |             |                   |
| Mi., 14. September 2016 um 16:15 Uhr (21:15 Uhr MESZ) |   |             |                   |
| Großbritannien                                        | – | Argentinien | 2:0 (1:0) Bericht |
| Tore: 1:0 Crossen (20.), 2:0 Barker (46.)             |   |             |                   |

### Halbfinale
| |   |             |                   |
| Mi., 14. September 2016 um 10:00 Uhr (15:00 Uhr MESZ)                                                |   |             |                   |
| Ukraine                                                                                              | – | Niederlande | 4:0 (2:0) Bericht |
| Tore: 1:0 Antoniuk (9.), 2:0 Len (30'+1), 3:0 Antoniuk (44.), 4:0 Antoniuk (60'+2)                   |   |             |                   |
| Mi., 14. September 2016 um 19:00 Uhr (00:00 Uhr MESZ)                                                |   |             |                   |
| Iran                                                                                                 | – | Brasilien   | 5:0 (2:0) Bericht |
| Tore: 1:0 Atashafrouz (14.), 2:0 Jamali (30.), 3:0 Jamali (37.), 4:0 Tiz Bor (48.), 5:0 Jamali (53.) |   |             |                   |

### Spiel um den 3. Platz
| |   |           |                   |
| Fr., 16. September 2016 um 14:00 Uhr (19:00 Uhr MESZ)                                                                 |   |           |                   |
| Niederlande | – | Brasilien | 1:3 (0:1) Bericht |
| Tore: 0:1 Goncalves do Amaral (1.), 0:2 Goncalves do Amaral (49.), 1:2 Schuitert (54.), 1:3 Goncalves do Amaral (56.) |   |           |                   |

### Finale
|                                                                   |   |      |                             |
| Fr., 16. September 2016 um 17:00 Uhr (22:00 Uhr MESZ)             |   |      |                             |
| Ukraine                                                           | – | Iran | 2:1 n. V. 1:1 (1:0) Bericht |
| Tore: 1:0 Antoniuk (26.), 1:1 Jamali (50.), 2:1 Krasylnykov (65.) |   |      |                             |

### Medaillengewinner
| Platz | Land      | Sportler |
| ----- | --------- | --- |
| 1     | Ukraine   | Vitalii Romanchuk, Vitaliy Trushev, Volodymyr Antoniuk, Artem Krasylnykov, Ivan Shkvarlo, Bohdan Kulynych, Oleh Len, Stanislav Podolskyi, Taras Dutko, Kostiantyn Symashko, Yevhen Zinoviev, Edhar Kahramanian, Ivan Dotsenko, Dmytro Molodtsov |
| 2     | Iran      | Mohammad Kharat, Lotfollah Jangjou, Jasem Bakhshi, Hassan Safari, Hossein Tiz Bor, Behnam Sohrabi, Babak Safarikourabbasloo, Rasoul Atashafrouz, Sadegh Hassani Baghi, Farzad Mehri, Moslem Akbari, Moslem Khazaeipirsarabi, Mehdi Jamali, Hashem Rastegarimobin |
| 3     | Brasilien | Diego Delgado da Silva, Fabrizio Nascimento de Olveira, Felipe Rafael da Silva Gomes, Fernando Alves Vieira, Gilvano Diniz da Silva, Hudson Hyure do Carmo Januário, Igor Romero Rocha, Jonatas Santos Machado, José Carlos Monteiro Guimarães, Leandro Goncalves do Amaral, Marcos dos Santos Ferreira, Maycon Ferreira de Almeida, Wanderson Silva de Oliveira, Wesley Martins de Souza |

## Abschlussplatzierung
| Platz | Land               |
| ----- | ------------------ |
| 01    | Ukraine            |
| 02    | Iran               |
| 03    | Brasilien          |
| 04    | Niederlande        |
| 05    | Großbritannien     |
| 06    | Argentinien        |
| 07    | Vereinigte Staaten |
| 08    | Irland             |